# Symphoromyia pachyceras
Symphoromyia pachyceras är en tvåvingeart som beskrevs av Samuel Wendell Williston  1886. Symphoromyia pachyceras ingår i släktet Symphoromyia och familjen snäppflugor. Inga underarter finns listade i Catalogue of Life.